# سيرغي جوسيف
سيرغي جوسيف (بالروسية: Гусев, Сергей Владимирович)‏ (و. 1975  م) هو لاعب هوكي الجليد روسي، ولد في نيجني تاجيل، مركز لعبه هو مدافع ‏.

## روابط خارجية
- سيرغي جوسيف على موقع دوري الهوكي الوطني (الإنجليزية)
- سيرغي جوسيف على موقع دوري الهوكي للقارات (الإنجليزية)
- سيرغي جوسيف على موقع EliteProspects.com (الإنجليزية)
- سيرغي جوسيف على موقع Eurohockey.com (الإنجليزية)
- سيرغي جوسيف على موقع HockeyDB.com (الإنجليزية)
- سيرغي جوسيف على موقع Hockey-Reference.com (الإنجليزية)